# Benetússer
Benetússer és un municipi del País Valencià situat a la comarca de l'Horta Sud.

## Geografia
Municipi assentat sobre una plana de fèrtils al·luvions de l'era quaternària, acumulats pels dipòsits que van aportar durant segles les conques hidrogràfiques dels rius Xúquer i Túria.
Reguen esta plana els diferents braços de la séquia de Favara, que travessen per davall del nucli urbà (actualment edificat completament) i aboquen l'aigua en l'Albufera.
El seu terme municipal Limita amb els d'Alfafar i Paiporta. L'extensió del terme és escassa, menys d'un quilòmetre quadrat, fet que va condicionar en dècades passades el pas de l'agricultura a la indústria.
El fet que el municipi haja estat situat històricament sobre el camí Reial de Xàtiva o camí Reial de València a Madrid (actualment avinguda del Camí Nou), ha proporcionat a Benetússer diversos accessos i comunicacions per carretera i ferrocarril. Esta circumstància afavorí la modernització de la localitat durant el segle xx, que ha esdevingut una xicoteta ciutat proveïda de servicis diversos.

## Història
El topònim Benetússer té el seu origen en el món àrab. El municipi apareix ressenyat en el Llibre del Repartiment, del 1240, codi en el qual es detalla el repartiment de terres després de la conquesta de Jaume I. Apareix amb la forma Benitúzem, forma composta de Beni- (plural d'Ibn = fill de) i Túzem (antic topònim de Tunis).
L'origen de Benetússer com a alqueria mora «dels fills o descendents de Túzem», el confirma també la ceràmica trobada durant les excavacions arqueològiques realitzades el 1987 a la plaça de l'Església. Esta ceràmica, combinació de verd i manganés, està datada en la segona meitat del segle x, quan els califes Omeies governaven la península, i la decoració que s'imitava era la de Còrdova.
Després de la conquesta feudal, Benetússer va ser repoblat per famílies oriündes de Catalunya, Aragó i Montpeller (França). Els Gener de Rabassa eren senyors feudals del municipi allà per l'any 1351, a pesar que el llinatge va derivar en 1412, per diversos parentius, en la família senyorial dels Rabassa de Perellós.
En esta època medieval, va ser construïda l'església, que feia les funcions de capella i de castell alhora, i l'encara visible porta d'entrada al jardí palatí, popularment coneguda com la «porta de Favara».
L'any 1884, la filla dels marquesos de Dosaigües i senyors de Benetússer, la senyora Sofia Dais Puigmoltó, es va casar amb el comte de Berbedel, i el matrimoni va heretar el palau de Benetússer, amb les seues possessions i terres. Est edifici va ser derrocat l'any 1934. El doctor Vicente Navarro Soler, en la seua obra Topografía médica de Benetússer, descriu l'antic castell de la manera següent:
«La porta municipal fa cap a la plaça del Castell, i és d'arc redó i de voltes de pedra. Hi ha cotxeres, grans patis, cavallerisses, unes altres dependències auxiliars, un caragol cònic sobre el qual descansa l'escala voladissa, i tot cobert de voltes d'aresta, últim centelleig de l'art gòtic. El pis principal consta de diàfanes estances, el sostre de les quals està format només per les bigues de l'entramat superior. El sòl és de taulellets, amb bancs de pedra per als festejadors, les portes fan de comunicació. En estes, s'aprecien ornaments de fusteria blasonada. La sala immediata a l'escala és palatina i manca de vestíbul. Als porxos de l'edifici, es guardaven les collites. Completa el palau un hort de quatre hectàrees, que estigué envoltat en el seu temps per tàpies, les quals han desaparegut en l'actualitat.» 

## Economia
L'extensió del terme municipal de Benetússer (un dels més xicotets de la comarca) ha estat un dels condicionants principals que han configurat l'economia de la localitat. Els llauradors han hagut de buscar terres de cultiu als municipis veïns, i recentment la mancança de sòl cultivable i les bones comunicacions (el primer ferrocarril arribà en 1852) han conduït l'economia del municipi devers una industrialització intensa, principalment mobles i tapissos. Existixen també fàbriques de licors, molins d'oli, tèxtils i químiques. Actualment, la indústria, a poc a poc, ha deixat pas al comerç i als servicis de tota classe. Estos són els sectors que ocupen actualment gran part de la població activa.

## Demografia
A data de 2022, Benetússer tenia 15.493 habitants (INE).
| any  | habitants |
| ---- | --------- |
| 1900 | 996       |
| 1910 | 1.216     |
| 1920 | 1.421     |
| 1930 | 2.517     |
| 1940 | 3.436     |
| 1950 | 3.954     |
| 1960 | 5.907     |
| 1970 | 10.062    |
| 1981 | 13.448    |
| 1991 | 13.891    |
| 2000 | 13.636    |
| 2010 | 15.000    |
| 2020 | 15.399    |
| 2022 | 15.493    |

## Política i govern

### Composició de la Corporació Municipal
El Ple de l'Ajuntament està format per 17 regidors. En les eleccions municipals de 28 de maig de 2023 foren elegits:
— 7 regidors/es del Partit Socialista del País Valencià-PSOE (PSPV)
— 6 del Partit Popular (PP)
— 2 de Compromís Benetússer (Compromís)
— 1 de Vox (Vox)
— 1 d'Esquerra Unida—Endavant (EUPV)
| Eleccions municipals de 28 de maig de 2023 - Benetússer |                                          |                                     |                                     |         |          |          |
| Candidatura | Candidatura                              | Candidatura                         | Cap de llista                       | Vots    | Vots     | Regidors |
| | Partit Socialista del País Valencià-PSOE |                                     | Eva Sanz Portero                    | 2.663   | 34,34%   | 7 (-1)   |
| | Partit Popular                           |                                     | Laura Chuliá Serra                  | 2.553   | 32,92%   | 6 (+1)   |
| | Compromís Benetússer                     |                                     | Reme Navarro Alapont                | 783     | 10,09%   | 2 ()     |
| | Vox                                      |                                     | Ambrosio Andreu Villalón            | 640     | 8,25%    | 1 (+1)   |
| | Esquerra Unida-Endavant                  |                                     | Lívia Guillem Casany                | 529     | 6,82%    | 1 ()     |
| | Altres candidatures                      |                                     |                                     | 500     | 6,43%    | 0 ( -1)  |
| | Vots en blanc                            |                                     |                                     | 85      | 1,09%    |          |
| Total vots vàlids i regidors | Total vots vàlids i regidors             | Total vots vàlids i regidors        | Total vots vàlids i regidors        | 7.753   | 100 %    | 17       |
| | Vots nuls                                | Vots nuls                           | Vots nuls                           | 90      | 1,14%    |          |
| Participació (vots vàlids més nuls) | Participació (vots vàlids més nuls)      | Participació (vots vàlids més nuls) | Participació (vots vàlids més nuls) | 7.843   | 67,02%** |          |
| Abstenció | Abstenció                                | Abstenció                           | Abstenció                           | 3.859*  | 32,97%** |          |
| Total cens electoral | Total cens electoral                     | Total cens electoral                | Total cens electoral                | 11.702* | 100 %**  |          |
| Alcaldessa: Eva A. Sanz Portero (17/06/2023) |                                          |                                     |                                     |         |          |          |
| Fonts: Ministeri de l'Interior, Junta Electoral de Zona de València, Periòdic Ara. (* No són vots sinó electors. ** Percentatge respecte del cens electoral.) |                                          |                                     |                                     |         |          |          |

### Alcaldies
Des de 2015, l'alcaldessa de Benetússer és Eva Sanz Portero, qui ja va ser-lo entre 2006 i 2011.
| Període                       | Alcalde o alcaldessa                     | Partit polític | Data de possessió     | Observacions         |
| ----------------------------- | ---------------------------------------- | -------------- | --------------------- | -------------------- |
| 1979–1983                     | José Sanchis Micó                        | PSPV-PSOE      | 19/04/1979            | --                   |
| 1983–1987                     | José Sanchis Micó                        | PSPV-PSOE      | 28/05/1983            | --                   |
| 1987–1991                     | José Sanchis Micó                        | PSPV-PSOE      | 30/06/1987            | --                   |
| 1991–1995                     | José Enrique Aguar Vila                  | PSPV-PSOE      | 15/06/1991            | --                   |
| 1995–1999                     | José Enrique Aguar Vila                  | PSPV-PSOE      | 17/06/1995            | --                   |
| 1999–2003                     | José Enrique Aguar Vila                  | PSPV-PSOE      | 03/07/1999            | --                   |
| 2003–2007                     | José Enrique Aguar Vila Eva Sanz Portero | PSPV-PSOE      | 14/06/2003 11/02/2006 | Dimissió/renúncia -- |
| 2007–2011                     | Eva Sanz Portero                         | PSPV-PSOE      | 16/06/2007            | --                   |
| 2011–2015                     | Laura Chulià Serra                       | PP             | 11/06/2011            | --                   |
| 2015–2019                     | Eva Sanz Portero                         | PSPV-PSOE      | 13/06/2015            | --                   |
| 2019-2023                     | Eva Sanz Portero                         | PSPV-PSOE      | 15/06/2019            | --                   |
| Des de 2023                   | Eva Sanz Portero                         | PSPV-PSOE      | 17/06/2023            | --                   |
| Fonts: Generalitat Valenciana |                                          |                |                       |                      |

## Monuments

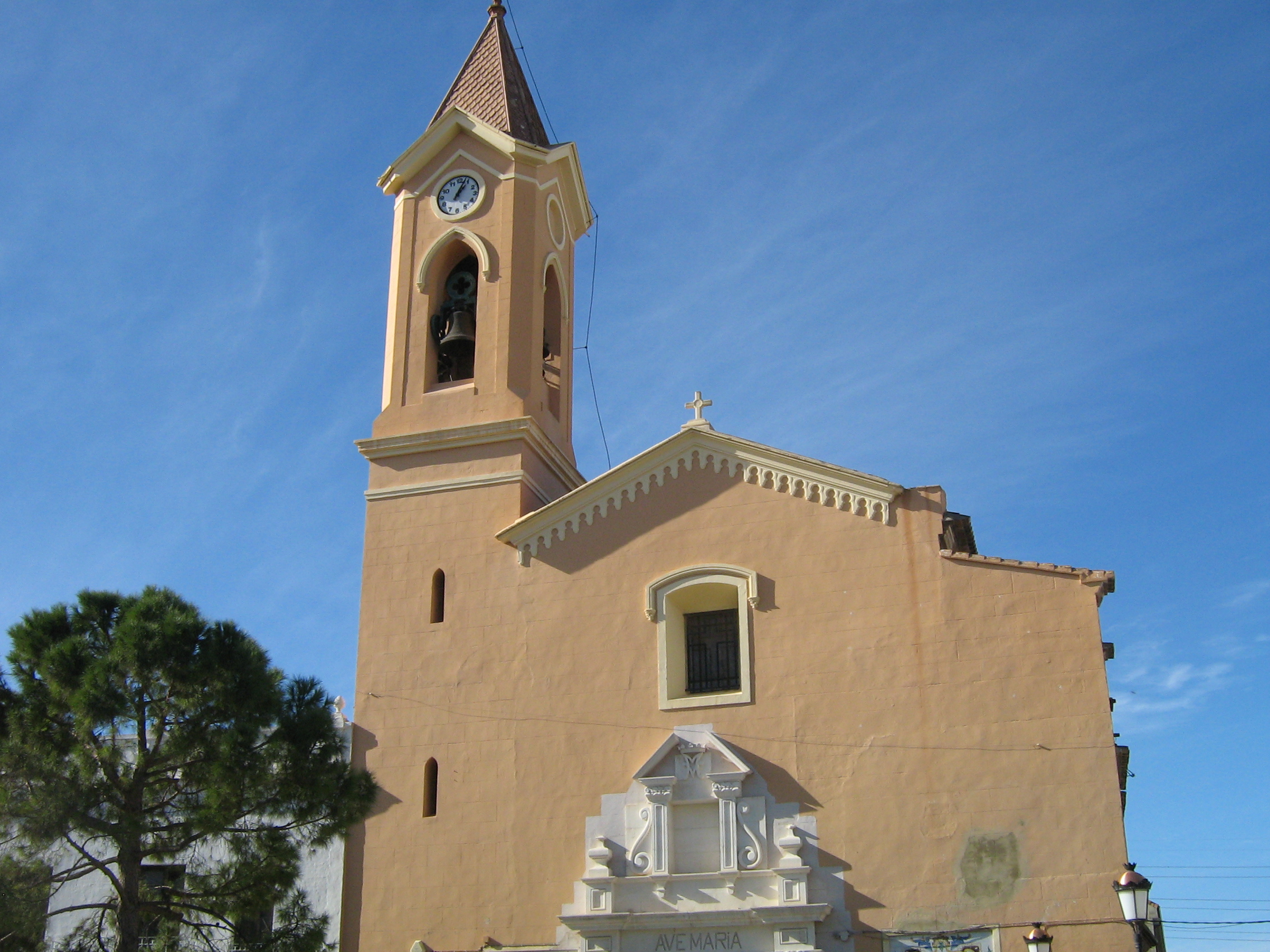
Parròquia de Benetússer.

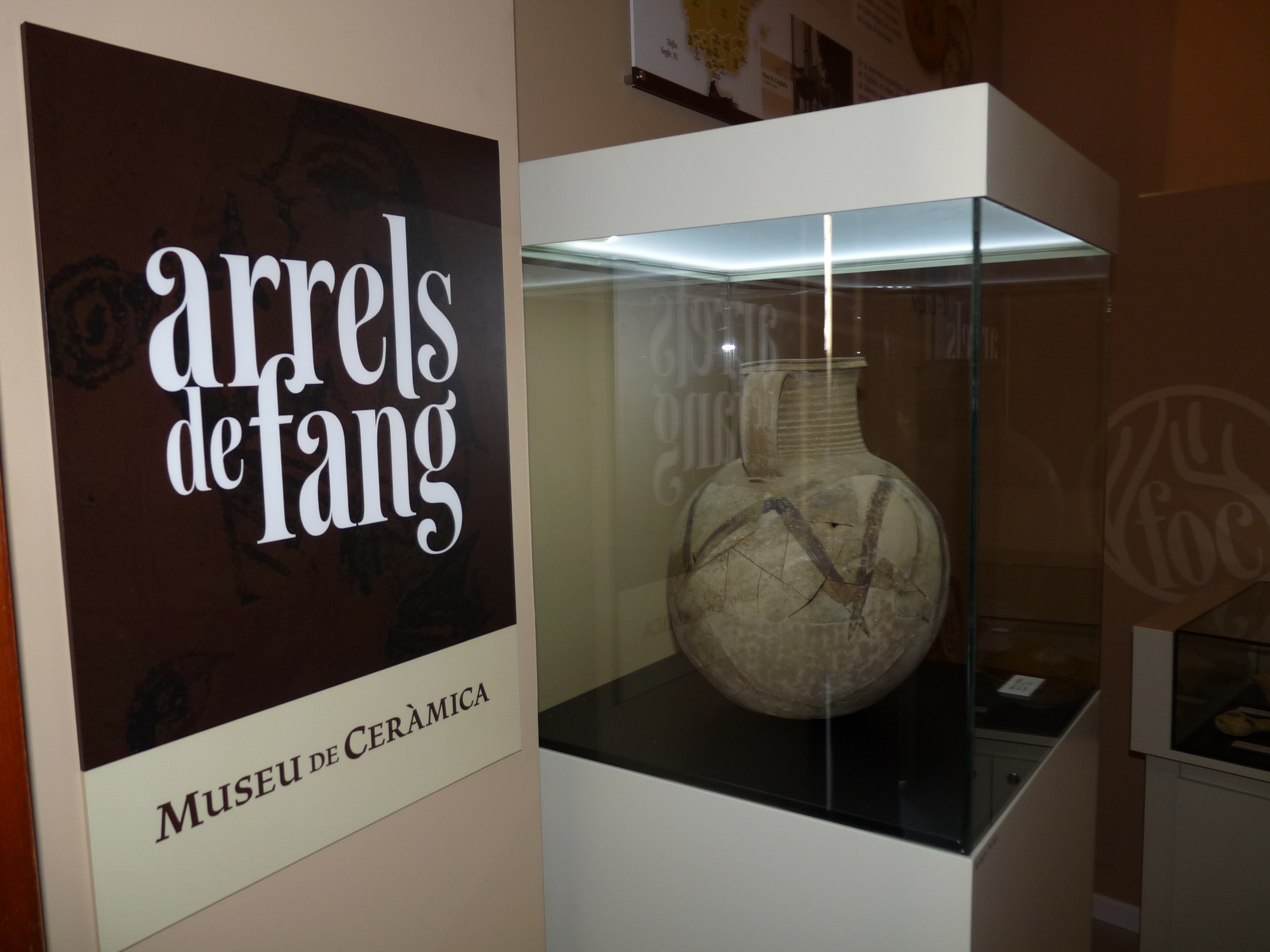
Exposició de ceràmica al Museu Història de Benetússer

- Església de la Mare de Déu del Socors. Del XVIII. Tota l'església és de l'estil xorigueresc; el púlpit és d'elegant talla i la façana va ser rematada en 1902. En els últims anys, s'ha incorporat a la façana un pòrtic neoclàssic i s'ha construït un altar major nou, també d'estil neoclàssic.

- Porta de Favara. Antiga porta d'entrada al jardí del palau, és d'estil manierista.

- Molí de Favara. Est molí, fariner en els seus orígens i convertit en arrosser en el segle xix, és un dels pocs que estan situats en la séquia mare de Favara, ja que la majoria dels existents es troben sobre els braços secundaris. El molí és d'origen medieval, encara que l'estructura arquitectònica que presenta hui dia és el resultat de les innovacions industrials associades a l'expansió del cultiu de l'arròs. En els últims anys, s'ha construït un auditori afegit al vell edifici del molí.

- Molí arrosser de l'Estació. Complex industrial construït en 1921. Té un cos monumental, de caràcter civil (a manera d'habitatges), restaurat recentment, constituït pel mateix molí de tres altures, al qual s'adossen dos cossos de façanes simètriques i iguals, conformant un pati amb tancament al carrer amb mur i reixat de ferro entre pilars de maó. Estes façanes simètriques tenen tres obertures amb buits de llinda motllurats, balconada central (possiblement afegit en esta última restauració) i, com a remat, ampits a manera de frisos amb detalls neogrecs (palmetes, òvuls). De major senzillesa, és el molí pròpiament dit amb coberta a dues aigües, fàbrica de maó, bigues de fusta i ritme regular en els buits. Al costat d'este cos principal, el complex té altres naus de magatzem i xemeneia de base hexagonal.

- Museu Història de Benetússer. Museu ubicat al Centre Cultural El Molí, on s'exhibeixen les restes de ceràmica romana i islàmica trobades en 1987 datades d'entre el segle I i el XVII.[8]

## Festivitats
- Sant Sebastià (patró). 20 de gener.
- Falles. Al març.
- Setmana Santa. Declarada d'Interés Turístic Provincial. Celebrada des de 1949. Un dels atractius de la Setmana Santa benetussina rau en les representacions teatrals en viu a ple carrer de les sagrades escriptures.
- Festes Majors. Celebra les festes en honor del patró del poble, Sant Sebastià, entre l'ultima setmana de juny i la primera de juliol (segons l'any). En estes festes, es tria la festera (o el fester des de 2016) major del poble, la qual representa una associació del municipi. El tercer dia de festes, que sempre cau en diumenge, se celebren diferents processons. La vesprada comença amb la tradicional Enramà de la Murta, on la Junta Local Fallera del poble junt amb la música de tabal i dolçaina, plenen els carrers del recorregut de la processó del Corpus amb rames d'olivera. A continuació, te lloc la Processó Cívica, la qual comença amb la baixada de la bandera de Benetússer des del balcó de l'ajuntament i es fa un recorregut amb ella junt amb la coorporació municipal fins a arribar a l'Església. Una vegada allí, comença la festivitat del Corpus Christi. A les 20 h. se celebra una missa major en honor del Corpus Christi. Una vegada acabada, comença la processó el Seguici del Corpus, compost per Gegants i Cabuts de Benetússer i el Grup de Danses "Hawwara". Tot seguit, s'incorporen les comissions falleres del poble, les cofraries de Setmana Santa, les festeres i els festers, els xiquets i xiquetes de comunió, les autoritats eclesiàstiques i la coorporació municipal. Durant els dies de festes es duen a terme els actes de Moros i Cristians: l'entrada falsa, les entrades infantils, l'ambaixada de l'aigua, la nit de l'olla i l'Entrà de Gala. Estos actes se celebren del segon al nové dia de festes.[cal citació]
- Nostra Senyora dels Socorrs (patrona). Últims dies de setembre.
- 9 d'Octubre. Destaca la celebració del sopar de paelles, el 8 d'octubre, on se'n cuinen al voltant de 150 als voltants de la Plaça de la Xapa, epicentre de la festa aquell dia. També es celebra el mateix dia 9 al Centre Cultural "El Molí" el lliurament de medalles d'argent del municipi a persones, entitats o comerços que han destacar eixe any.
- Festes de Nadal. Destaquen el Betlem estacional que es munta al Xalet de la Xapa; les "Nadalenques", on el Grup de Danses "Hawwara" i l'Escola de Tabal i Dolçaina "Tuzer" interpreten nadales en certs punts del municipi; concerts com el de la Coral "Nostra Senyora dels Socorrs" o el de la Unió Musical, Mercats Nadalencs, visites de la Cartera Màgica del Pare Noel i dels patges reials dels Reis de l'Orient, diverses funcions de teatre... D'uns anys a ací es celebren actes de nova creació, com la San Silvestre i les Campanades de Cap d'Any amb festa posterior a la plaça Cardenal Benlloch (plaça de l'Església).

A més es celebrea Santa Cecília, Verge dels Desemparats...

## Personatges destacats
- Manuel Llorente Martín (Benetússer, 1952), empresari i economista, president del València CF entre 2009 i 2013.
- Lola Bañon i Castellón (Benetússer, 1964), periodista i professora de Comunicació Corporativa i Relacions Institucionals la Universitat de València i doctora en Comunicació. El 2017 va rebre el premi Defensa dels Drets Humans d'Amnistia Internacional.[9]
- Miquel Àngel Giner Bou (Benetússer, 1969), un dibuixant i guionista de còmic, guardonat amb el Premi Nacional del Còmic l'any 2019 per la novel·la gràfica El día 3 sobre l'accident de metro a València del 2006, juntament amb Cristina Durán i Laura Ballester.[10]